# Five Thousand an Hour
Five Thousand an Hour er en amerikansk stumfilm fra 1918 af Ralph Ince.

## Medvirkende
- Hale Hamilton som Johnny Gamble
- Lucille Lee Stewart som Constance Joy
- Gilbert Douglas som Paul Gresham
- Florence Short som Polly Parsons
- Robert Whittier som Jim Collaton